# 2077 Kiangsu

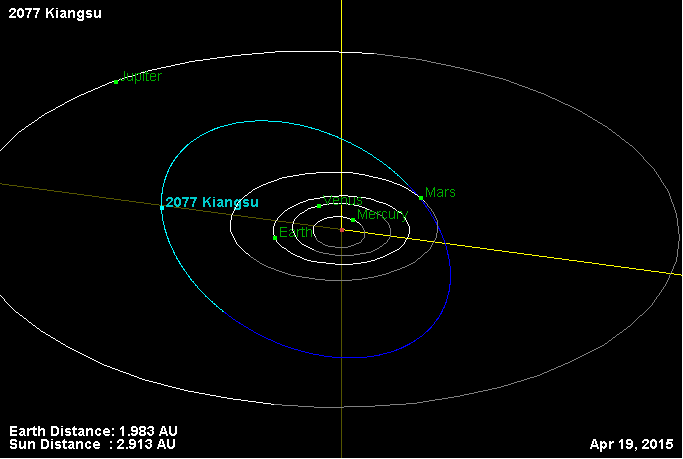

2077 Kiangsu è un asteroide areosecante. Scoperto nel 1974, presenta un'orbita caratterizzata da un semiasse maggiore pari a 2,3260258 UA e da un'eccentricità di 0,2972440, inclinata di 28,12994° rispetto all'eclittica.
Porta il nome di Kiangsu, la provincia cinese in cui è situato l'Osservatorio della Montagna Purpurea, dove l'asteroide fu scoperto.